# Kevin Hunt
Kevin Hunt (Chatham, 4 juli 1975) is een Engels voormalig voetballer. Hij speelde op het middenveld.

## Carrière
Hunt begon zijn carrière bij Queens Park Rangers. Daarna speelde hij nog voor Gillingham FC, Hong Kong Rangers FC en in Singapore. In december 1998 maakte Hunt zijn debuut voor de Bohs in een duel tegen Cork City F.C.. Hunt werd al snel een bepalende speler in de Ierse nationale competitie en hielp Bohemians uit de degradatiezone.
In het seizoen 1999-2000 hielp Hunt Bohemians bijna aan de titel. In datzelfde seizoen werd de FAI Cup verloren tegen Shelbourne na een dubbele confrontatie.
In het seizoen erop werd Hunt aanvoerder van het team en leidde Bohemians naar het beste seizoen ooit in de geschiedenis van de club. Zo werd er meermaals gewonnen in de UEFA Cup, onder andere in Schotland tegen Aberdeen F.C. en in Duitsland tegen Kaiserslautern. Ook werd de 1e titel behaald sinds 1978.en een week later werd in Tolka Park de beker gewonnen tegen Longford Town, met 1-0.
Hoewel het seizoen 2001-02 teleurstellend was, behaalde Hunt toch met de rest van de club de finale van de beker, die met 2-1 verloren werd tegen Dundalk FC.
Het jaar erop werd weer een uitstekend jaar voor zowel Bohemians als voor Hunt zelf. De club zou de titel behalen, terwijl hij verkozen werd als Speler van het Jaar 2003.
Sinds 19 april 2007 kwam hij 258 keer uit voor het eerste elftal, waarin hij 19 keer de weg naar het doel vond. In 2009 stopte hij met voetballen.